# Semiothisa cataleucaria
Semiothisa cataleucaria är en fjärilsart som beskrevs av Paul Mabille 1897. Semiothisa cataleucaria ingår i släktet Semiothisa och familjen mätare. Inga underarter finns listade i Catalogue of Life.